# Axixá
Axixá é um município brasileiro do estado do Maranhão. Segundo o Censo de 2022, possui uma população de 11.790 habitantes. 

## História
O Município de Axixá foi colonizado pelo portugueses, liderados por Manoel José de Pinho, e que consideraram o local propício para construir suas residências. Com o aumento da população portuguesa, foi instalada uma grande casa comercial denominada Martins & Irmãos.
O povoado foi desenvolvido à margem esquerda do rio Munim. O topônimo caracteriza uma árvore grande, de frutos avermelhados, encontrada às margens do rio Munim, próximo ao porto.
Com uma população predominantemente católica, Manoel José de Pinho e seus companheiros  mandaram buscar em Portugal uma imagem de Nossa Senhora da Saúde, padroeira de Axixá, tendo construído uma igreja em sua homenagem. 
Axixá ficou conhecida pela exploração econômica do granito. Em 1911, o governo do estado contratou especialistas de Portugal no trabalho de cantaria para explorar o granito da região, o qual era usado em pedras em lascas, paralelepípedos e brita. A produção era exportada para São Luís, onde era usada no calçamento de ruas, construção civil e elementos artísticos, como as garras dos leões do Palácio do Governo na capital.
Com o fim da monarquia, Axixá tornou-se o 2º distrito de Icatu até 1917, quando foi elevado a vila, instalado pessoalmente pelo governador do estado Herculano de Nina Parga.
No entanto, entre 1931 e 1935, a emancipação do município foi suprimida, tendo sido reanexado a Icatu, sendo sua autonomia restabelecida pelo decreto estadual nº 844, de 12-06-1935.

## Geografia

### Relevo
O relevo da região é caracterizado pela planície aluvionar, que se estende ao longo das margens dos principais rios da região. A planície é formada por sedimentos inconsolidados, como areia, argila e cascalho, depositados no leito dos rios. 

### Clima
O clima do município é o tropical úmido, com precipitações anuais que variam de 1.600 a 2.000 mm ao longo dos meses de janeiro a junho e estiagem de julho a dezembro. A temperatura média anual de 27°C, sendo o período mais quente de outubro a novembro.

### Vegetação
A vegetação é composta por pastagens, floresta aberta com vegetação degradada com a presença de babaçual, além de manguezais.
Morros está inserido na Área de Proteção Ambiental de Upaon-Açu-Miritiba-Alto Preguiças.

### Hidrografia
Axixá faz parte da bacia hidrográfica do rio Munim, o principal rio que banha o território municipal. O município também é banhado por riachos como: Fonte Grande, Azeite Doce, Pernambucano, Riachão, Zuador, Veneza e as lagoas: Grande, Protestantes e Sapucáia, além dos igarapés como Ribeirão, Saldanha, Velho, Sumaúma, Limoeiro e Perijuçara.

### Demografia
De acordo com o Censo Demográfico de 2010, 82% da população do município é católica romana e 15% evangélica, 3% sem religião e menos de 0,4% pertencia a outras religiões.
Em 2022, 58,7% da população vivia na zona rural e 41,3% na zona rural.
Em 2022, 72,2% da população era parda, 16,5% era branca e 11,1% era preta.

## Economia
O PIB do município em 2021 era de R$ 97.443.403 (169º maior do estado), sendo dividido entre Administração, defesa, educação e saúde públicas e seguridade social (53,85%), Demais Serviços (27,68%), Indústria (4,43%) e Agricultura (14,04%).
Tem destaque na agricultura a produção de coco (4º maior do estado), laranja (6ª maior), além de produzir mandioca, arroz, milho, feijão, banana, dentre outros.
Na indústria, tem destaque a produção de sabão de andiroba e de paralelepípedos a partir das rochas cristalinas do município.

## Infraestrutura

### Transportes
Axixá está ligado a Morros e Rosário pela BR-402.

### Educação
Em 2012, Morros tinha 20 escolas municipais e 2 escolas estaduais, além de uma unidade do IEMA.

### Saúde
O Hospital Municipal de Axixá é o principal estabelecimento de saúde do município.

## Turismo e cultura

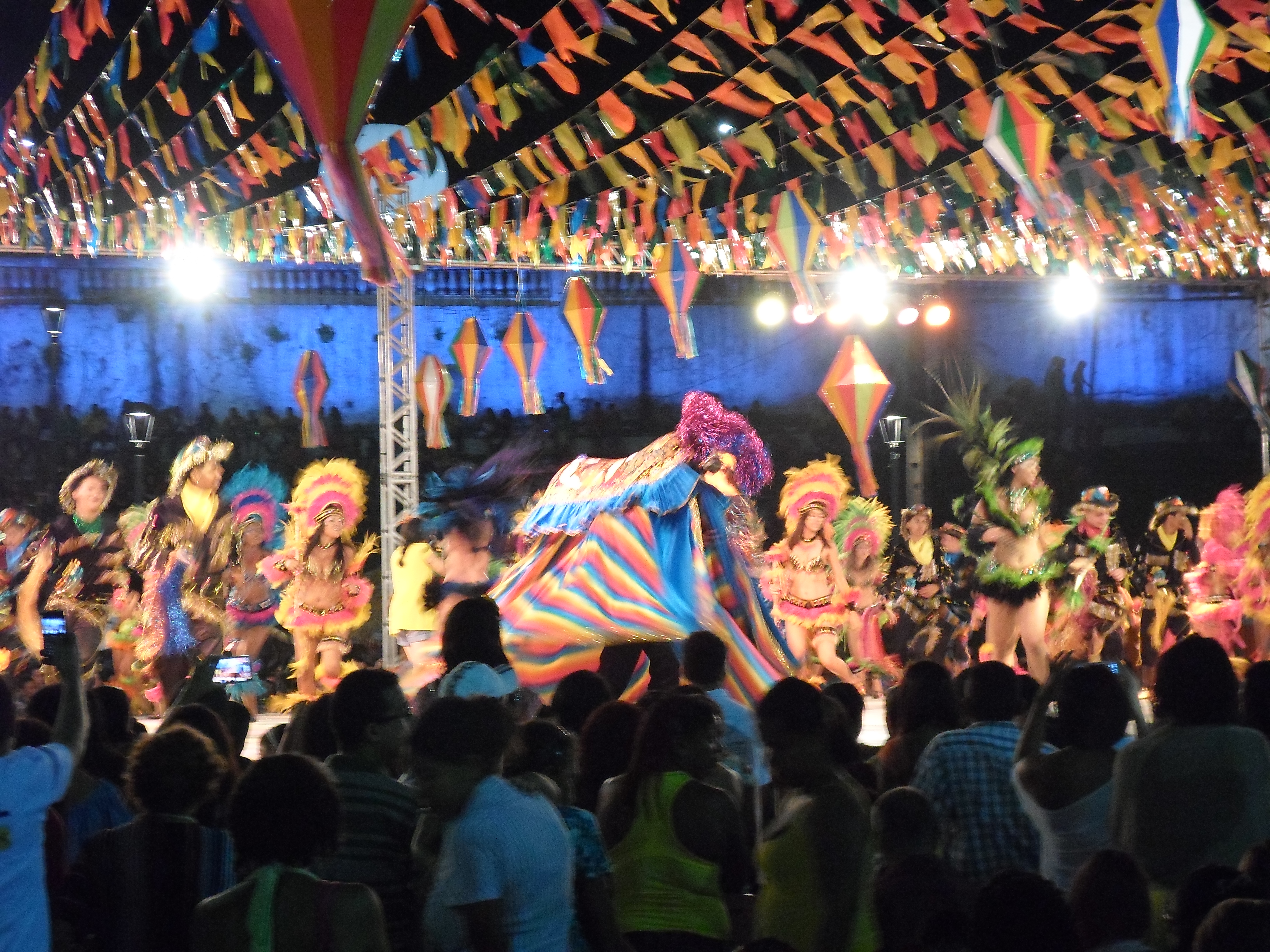
Boi de Axixá

Como atrações turísticas, tem destaque a Pedra do Tanque e a Fazenda do Munim-Mirim.
As principais manifestações folclóricas são o bumba-meu-boi sotaque de orquestra, quadrilhas, tambor de crioula, dança portuguesa e cacuriá.

### Bumba Meu Boi
O Município de Axixá se destaca na maior manifestação folclórica maranhense que é o bumba-meu-boi. A cidade é conhecida com o seu boi de sotaque de orquestra, tendo seu maior representante o Boi de Axixá.